# As Aventuras de Dudley, o Dragão
As Aventuras de Dudley, o Dragão (em inglês, The Adventures of Dudley the Dragon) é uma série de televisão infantil produzida no Canadá pela YTV no início da década de 1990. No Brasil, a série foi exibida pelo SBT, primeiramente entre 1997 e 1998 no programa Eliana e Cia. Depois, em 1999, começou a ser apresentada na Sessão Desenho, até ter seu horário trocado para a faixa das 06h00 da manhã aos sábados, antecedendo o Sábado Animado, sendo exibido até a 2ª metade do ano 2000, quando deixou de ser exibida no Brasil.